# 掃帚樹毛管蚜
掃帚樹毛管蚜（学名：Greenidea decaspermi）为毛管蚜科毛管蚜屬下的一个种。